# Force d'opposition

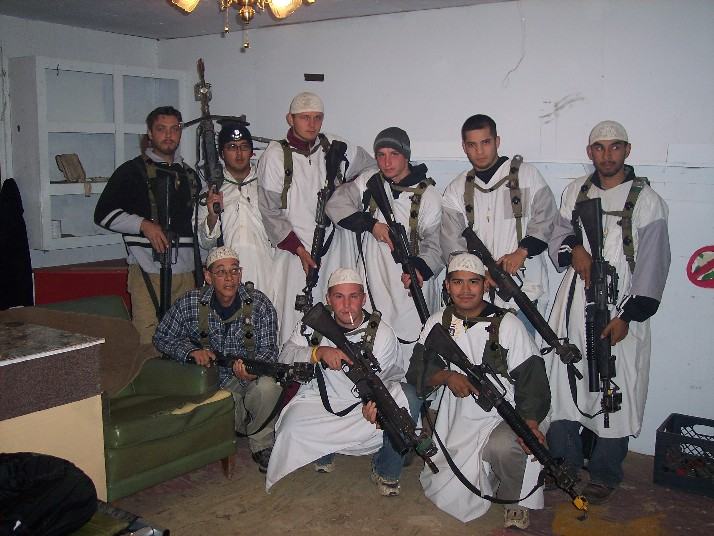
Soldats OPFOR US jouant le rôle d'insurgés irakiens à Fort Polk, en Louisiane. Photo prise lors de l'opération Cajun Fury lors de l'un des nombreux exercices d'entraînement qui ont lieu au Joint Readiness Training Command (JRTC).

Une force adverse (en abrégé OPFOR ou force ennemie) est une unité militaire chargée de représenter un ennemi, généralement à des fins d'entraînement dans des scénarios de jeu de guerre. Le concept connexe d'escadron d'agresseurs est utilisé par certaines forces aériennes.  
Les États-Unis maintiennent le Centre national d'entraînement Fort Irwin avec le 11e Régiment de cavalerie blindée qui travaille dans le rôle de l'OPFOR. Le Joint Readiness Training Centre (JRTC) de Fort Polk est un autre site d'entraînement majeur généralement réservé aux unités d'infanterie légère. L'OPFOR sur place est la 1/509th Airborne Infantry Battalion. Le Centre de préparation aux manœuvres interarmées de l'armée (JMRC), à Hohenfels, Bavière, Allemagne a le 1/4e bataillon d'infanterie comme OPFOR. Les autres grandes unités comprennent la Première armée des États-Unis, qui se compose de 16 brigades de formation qui servent souvent également d'OPFOR.  
De manière générale, une unité peut servir de force adverse pour un seul scénario, ne différant de ses «adversaires» que par les objectifs qui lui sont donnés. Cependant, les grandes armées maintiennent généralement des groupes spécialisés formés pour reproduire avec précision les ennemis réels, afin de fournir une expérience plus réaliste à leurs adversaires d'entraînement. Pour éviter les ramifications diplomatiques de la désignation d'une nation réelle comme ennemi probable, les scénarios d'entraînement utilisent souvent des versions fictives avec des noms différents mais des caractéristiques militaires similaires aux ennemis du monde réel attendus. 

## Tactique
Les OPFOR peuvent également travailler avec des équipes d'analyse (red team) qui auront développé des tactiques, techniques et procédures (TTP) adverses, que l'OPFOR utilisera dans les jeux de guerre et les exercices. 
Certaines forces adverses dédiées peuvent combattre en utilisant la doctrine, les armes et l'équipement de l'ennemi probable. Ils peuvent porter des uniformes qui ressemblent à ceux de l'ennemi probable ou tout simplement différents des «forces amies». Leurs véhicules peuvent être soit ceux exploités par l'ennemi probable, soit modifiés pour ressembler à ceux-ci. Toutes ces mesures contribuent à améliorer le réalisme de l'entraînement et fournissent des leçons utiles sur la façon de combattre cet ennemi particulier. 
Des munitions à blanc, des grenades fumigènes et des simulateurs d'artillerie sont souvent utilisés par les deux parties dans la réalisation des exercices afin de créer un brouillard de guerre provoqué par le bruit et la fumée de la bataille. 
De plus, un système de simulation tel que le système d'engagement laser multiple intégré (MILES (en)) peut être utilisé. Ce système est fixé sur divers types d'armes et est réglé avec le viseur de l'arme. Lorsqu'un tir à blanc est effectué, le système envoie un faisceau laser, qui marque des «morts» ou des «blessures» sur n'importe quel soldat ou véhicule sur ce qui serait la trajectoire du projectile de l'arme. Ces faisceaux laser sont détectés par des capteurs fixés sur des harnais portés par les soldats ou sur le véhicule lui-même. 
Alternativement, des armes de paintball qui ressemblent à de vraies armes, ou des munitions de simulation tels que des billes en plastique peuvent être utilisés. Habituellement, les contrôleurs suivent les troupes en exercice pour éventuellement désigner des morts supplémentaires, comme lorsqu'une grenade simulée est lancée. Ils peuvent le faire avec le système MILES à l'aide d'un pistolet contrôleur. Toutes ces mesures contribuent à souligner l'importance de la précision du tir et de se mettre à couvert. Ces concepts, bien qu'évidents, sont souvent négligés dans les exercices d'entraînement unilatéraux ordinaires car le soldat n'en subit pas les conséquences.

## Unités

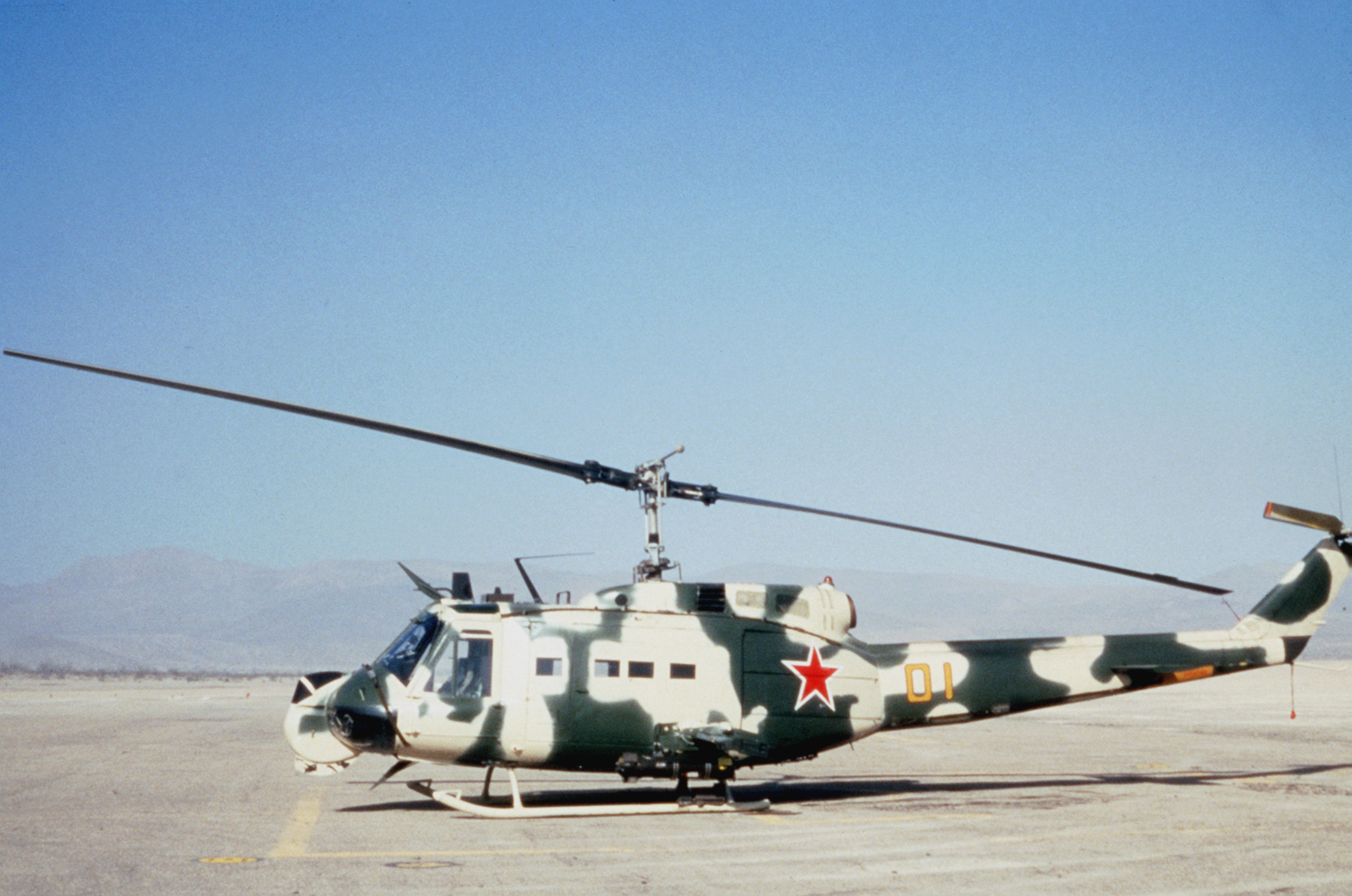
Un UH-1H reproduisant un Mi-24 à Fort Irwin en 1985

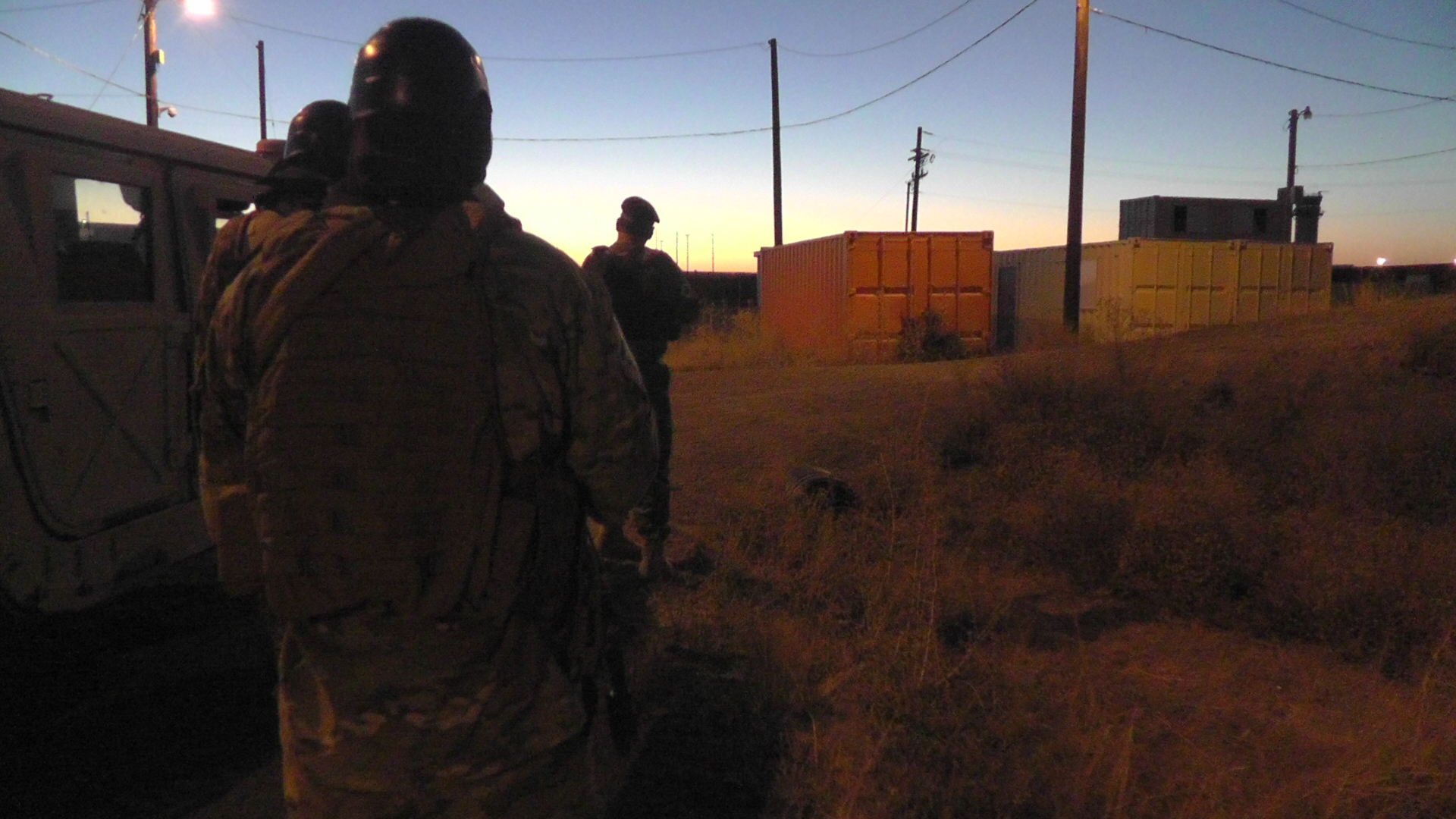
Formation OPFOR 2012

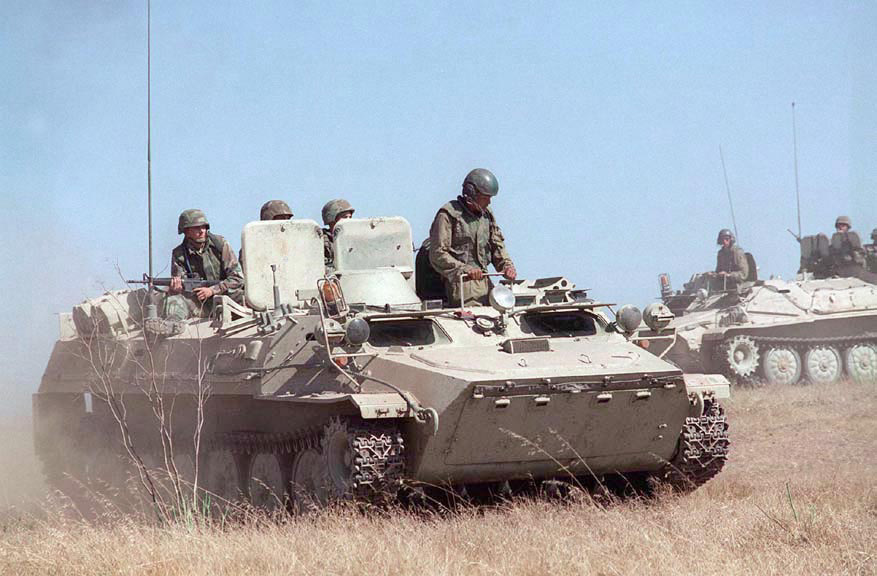
US Marines utilisant un ancien véhicule soviétique MT-LB pour le rôle de l'OPFOR au cours d'un exercice

L'OPFOR aux États-Unis est l'un des exemples les plus connus d'opérations spécialisées. Pendant la guerre froide, les unités de la force adverse ont utilisé la doctrine militaire soviétique et simulé l'équipement soviétique. Depuis la chute de l'URSS, les unités des forces adverses américaines sont devenues plus flexibles pour représenter un éventail plus large d'adversaires. Plus récemment, la formation s'est concentrée sur l'Irak et l'Afghanistan. 
Il existe trois grands centres de formation qui utilisent des unités OPFOR à domicile pour l'armée américaine : 
- Le National Training Center ou NTC à Fort Irwin, en Californie. L'unité d'accueil assurant l'OPFOR est le 11th Armored Cavalry Regiment (Blackhorse)
- Le Joint Readiness Training Center ou JRTC à Fort Polk, en Louisiane. L'unité d'accueil est le 1er Bataillon, 509th Parachute Infantry Regiment (Geronimos )
- Le Centre de préparation interarmées multinational ou JMRC (anciennement connu sous le nom Combat Maneuver Training Center ou CCEM), à Hohenfels, Allemagne[1]. L'unité sur place est le 1er Bataillon, 4e Régiment d'infanterie (séparée) (les Guerriers)

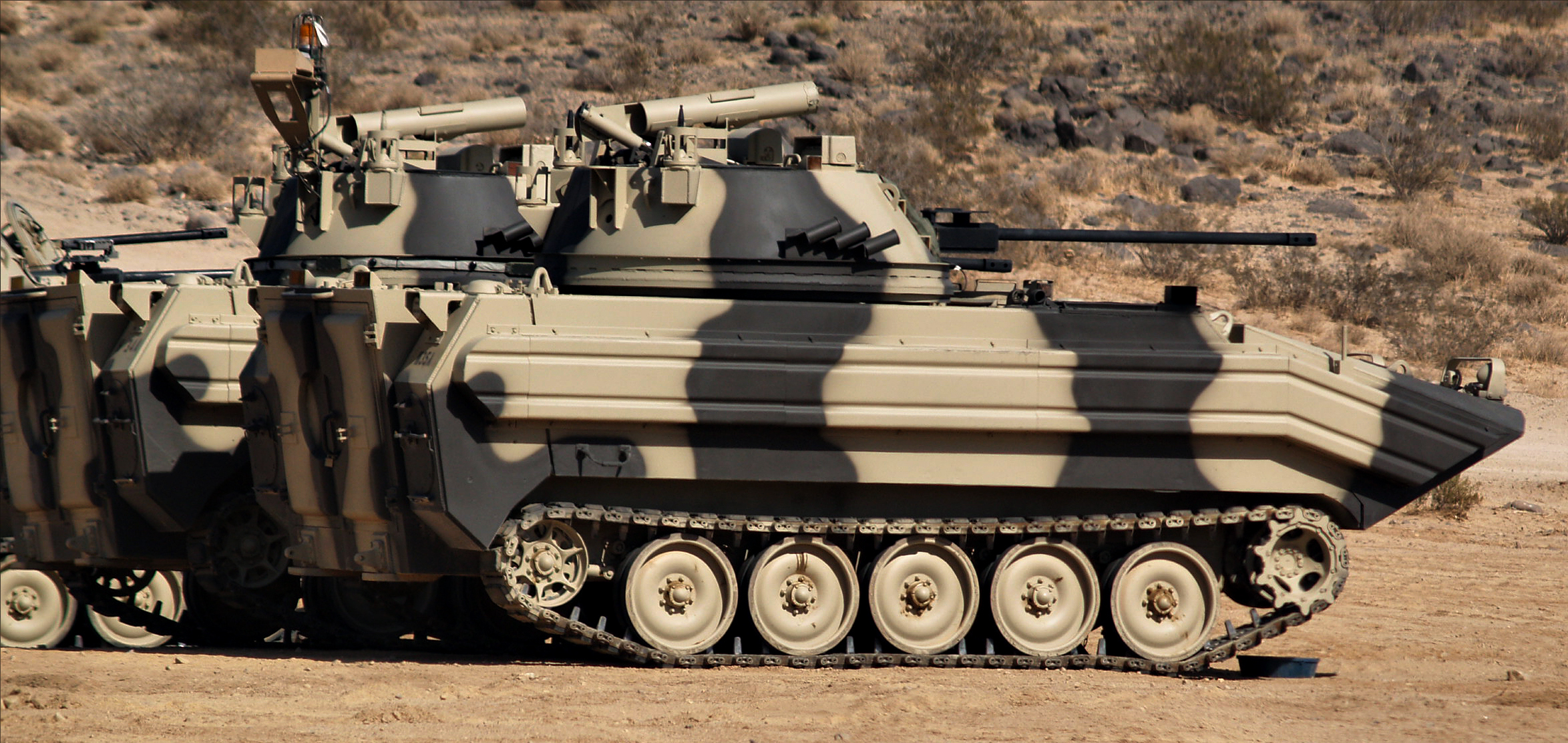
Un OSV reproduisant un BMP soviétique au NTC, Fort Irwin, CA

Les unités du NTC et du JMRC ont été utilisées pour reproduire un régiment ou une division de fusils motorisés soviétiques. Au NTC, des Sheridans M551 ont été utilisés pour reproduire les chars soviétiques T-80 jusqu'en 2003. Les HMMWV visuellement modifiés (VISMOD) sont utilisés pour donner l'illusion d'avoir des BRDM-2. Les VISMOD M113A3 (connus sous le nom de véhicule de substitution OPFOR [OSV]) sont utilisés pour imiter les véhicules de combat d'infanterie BMP-2 (IFV), tandis que les VISMOD Abrams M1 (connus sous le nom de Krasnovian Variant Tank [KVT]) et M113A2 (connus sous le nom d'OPFOR Surrogate Vehicle, Tank [OSV-T]) sont également utilisés pour reproduire le T-80. Au JMRC, les M113A2 sont utilisés pour reproduire les chars soviétiques BMP-2 et M60A3 ont été utilisés jusqu'en 2005 pour reproduire les T-80 soviétiques. Ils ont été remplacés dans ce rôle par le M113 OSV-T. 
Au milieu des années 90, le JMRC a été utilisé pour former des forces de maintien de la paix pour l'ex-Yougoslavie dans le cadre de missions de conflit de faible intensité. Actuellement, la mission OPFOR a été modifiée pour préparer les forces pour les opérations Iraqi Freedom et Enduring Freedom. 
À partir du début de 2004, le NTC a commencé à se concentrer sur les unités de formation sélectionnées pour être déployées en Irak ou en Afghanistan dans le cadre d'opérations urbaines (UO). Des villes de taille et de complexité toujours croissantes ont été construites dans toute la zone d'entraînement pour accentuer le réalisme du champ de bataille et accueillir des centaines de figurants, dont beaucoup parlent arabe ou kurde et reproduisent des civils sur le champ de bataille tout en portant des vêtements afghans ou irakiens. La sensibilisation culturelle et les rencontres avec les dirigeants locaux sont mises en avant à tout moment et à tous les niveaux. 
Diverses installations militaires américaines et/ou grandes unités ont leurs propres versions de la force adverse utilisées pour les exercices d'entraînement. L'exercice militaire australo-américain conjoint "Crocodile '03" mettait en vedette une force d'opposition dirigée par l'Australie dans laquelle des soldats de diverses unités australiennes travaillaient avec un contingent du Corps des Marines américain. 
Plusieurs forces de défense d'État ont servi d'unités OPFOR lors de leur entraînement avec la Garde nationale. La Réserve militaire d'État de Californie, la Georgia State Defense Force ainsi que la Garde de New York ont fourni des unités OPFOR à leurs homologues respectifs de la Garde nationale. 

### Unités non américaines

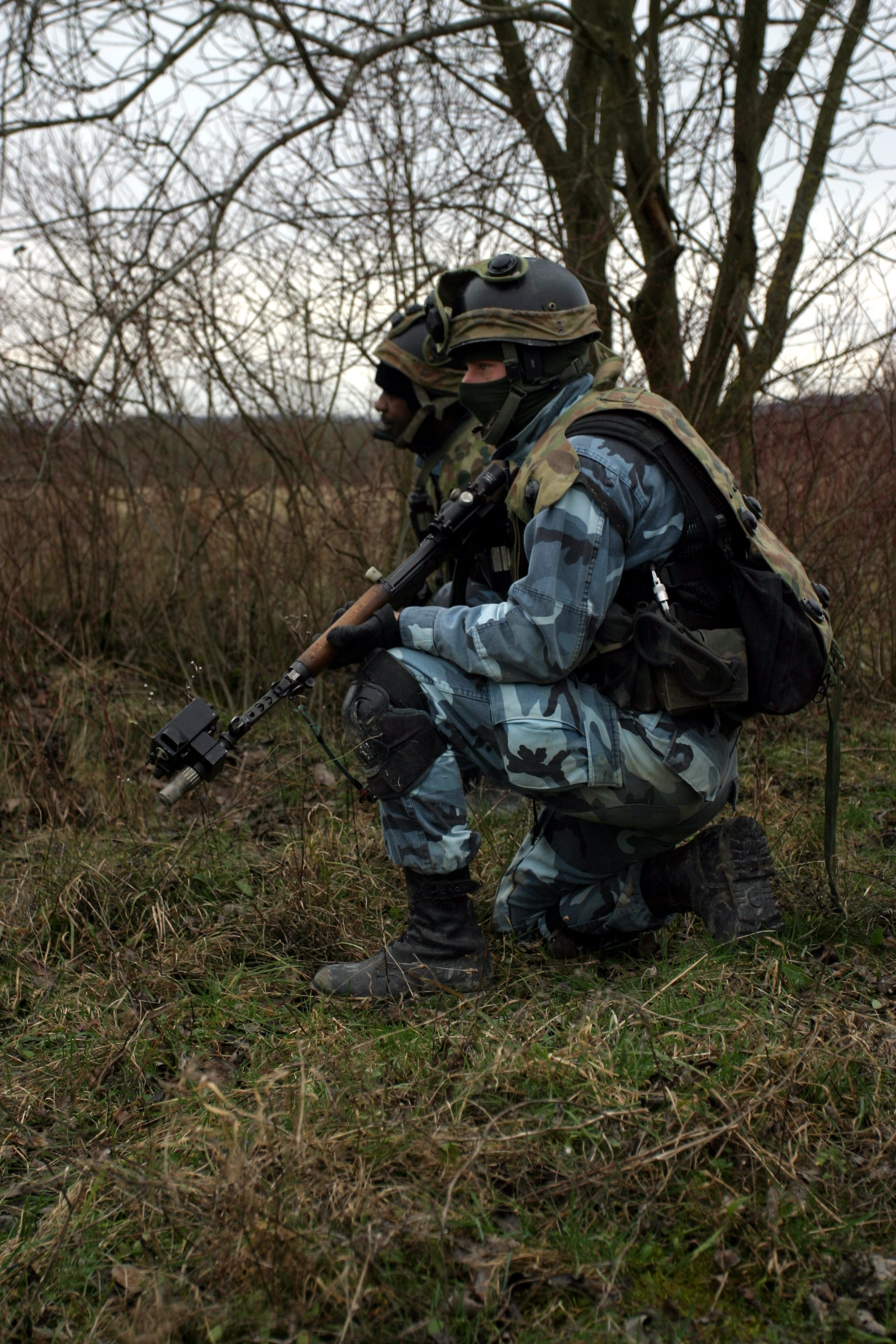
Un tireur d'élite de la force d'opposition française du CENZUB. Le motif camouflage est différent des autres motifs français.

L'armée britannique fait tourner des unités par le biais de l'unité de formation de l'armée britannique Suffield en tant qu'OPFOR. 
L'armée sud-coréenne utilise une unité OPFOR de la taille d'un régiment reproduisant la force d'infanterie de l'armée nord-coréenne au Centre d'entraînement au combat de Corée. 
Dans l'armée française, une FORAD (FORce ADverse, force ennemie) est utilisé pour entraîner l'armée française, à la fois au centre d'entraînement au combat (CENTAC, Combat Training Center) du camp de Mailly et au centre d'entraînement aux actions en zone urbaine (CENZUB, Urban Combat Training Center). Des chars AMX-30 déclassés ont été utilisés pour simuler les T-72 soviétiques jusqu'en 2018.

### Entreprises OPFOR privées
Il existe un certain nombre d'entreprises privées qui fournissent des services OPFOR pour soutenir les missions de formation de diverses unités militaires. Alors que les conflits en Irak et en Afghanistan touchent à leur fin, le recours à des forces d'entraînement privées est en augmentation au sein du département de la Défense. Les sociétés OPFOR complètent les programmes de formation existants de plusieurs manières[Lequel ?]. 